# Kakadu havraní
Kakadu havraní (Calyptorhynchus banksii) je velký druh kakadua žijící na velkém území Austrálie.
Dospělí jedinci dorůstají přibližně 60 cm a je u nich vyvinutý viditelný sexuální dimorfismus. Samci jsou celí černí, s výjimkou výrazného červeného pruhování na ocase, samice jsou o něco menší, černohnědé a mají žlutě pruhovaný ocas. K životu preferuje eukalyptové lesy, často v blízkosti vodních toků. Požírá především nejrůznější semena a hnízdí v dutinách stromů.